# Cora subfumata
Cora subfumata is een libellensoort uit de familie van de Polythoridae (Banierjuffers), onderorde juffers (Zygoptera).
De wetenschappelijke naam van de soort is voor het eerst geldig gepubliceerd in 1914 door Förster. Cora subfumata geldt als nomen dubium.